# Sorin Grindeanu
Sorin Mihai Grindeanu (ur. 5 grudnia 1973 w Caransebeș) – rumuński polityk, informatyk i samorządowiec, parlamentarzysta, w latach 2014–2015 minister ds. łączności i społeczeństwa informacyjnego, w 2017 premier Rumunii, w latach 2021–2023 wicepremier, od 2021 do 2025 minister transportu i infrastruktury, od 2025 przewodniczący Izby Deputowanych.

## Życiorys
Absolwent studiów informatycznych na wydziale matematycznym Universitatea de Vest din Timișoara (1997). Kształcił się również na uczelniach m.in. we Włoszech i Niemczech. W latach 1998–2001 pracował na macierzystym uniwersytecie jako asystent, następnie do 2004 był dyrektorem departamentu sportu i młodzieży w administracji okręgu Temesz. Od 2005 do 2008 zajmował dyrektorskie stanowiska w spółkach prawa handlowego.
W 1996 dołączył do PDSR, przekształconej w 2001 w Partię Socjaldemokratyczną. Pełnił różne funkcje w strukturach regionalnych jej organizacji młodzieżowej. W 2013 został zastępcą sekretarza generalnego PSD.
W latach 2004–2008 zasiadał w radzie miejskiej Timișoary, po czym w 2008 objął urząd zastępcy burmistrza tej miejscowości. Ustąpił z tej funkcji w związku z uzyskaniem w 2012 mandatu posła do Izby Deputowanych. Od grudnia 2014 do listopada 2015 był ministrem ds. łączności i społeczeństwa informacyjnego w rządzie Victora Ponty. W czerwcu 2016 odszedł z parlamentu, obejmując stanowisko przewodniczącego rady okręgu Temesz.
28 grudnia 2016 Partia Socjaldemokratyczna (która zwyciężyła w wyborach parlamentarnych) i jej koalicjant Sojusz Liberałów i Demokratów, po uprzednim odrzuceniu przez prezydenta Klausa Iohannisa kandydatury Sevil Shhaideh, wysunęły kandydaturę Sorina Grindeanu na urząd premiera. Dwa dni później prezydent desygnował go na to stanowisko.
Rozpoczął urzędowanie 4 stycznia 2017, gdy jego gabinet uzyskał w parlamencie wotum zaufania. Jeszcze w tym samym miesiącu jego gabinet zaproponował zmiany w prawie karnym ograniczające ściganie przestępstw korupcyjnych. Decyzja ta wywołała wielotysięczne protesty w Rumunii wspierane m.in. przez prezydenta Klausa Iohannisa.
Kilka miesięcy później Sorin Grindeanu utracił poparcie swojego ugrupowania, oficjalnie z powodu nierealizowania przez rząd zapowiedzianych reform gospodarczych. Premier odmówił podania się do dymisji, co w czerwcu 2017 skutkowało rezygnacjami członków jego gabinetu, a następnie jego wykluczeniem z PSD. 21 czerwca 2017 parlament przegłosował wobec jego rządu wotum nieufności. 29 czerwca na stanowisku premiera zastąpił go Mihai Tudose.
W listopadzie 2017 został mianowany prezesem urzędu ANCOM, rumuńskiego organu regulacyjnego w zakresie komunikacji. W 2020 ponownie z ramienia PSD uzyskał mandat posła do niższej izby rumuńskiego parlamentu (reelekcja w 2024).
W listopadzie 2021 czasowo wykonywał obowiązki przewodniczącego Izby Deputowanych. W tym samym miesiącu objął stanowiska wicepremiera oraz ministra transportu i infrastruktury w rządzie, na czele którego stanął wówczas Nicolae Ciucă. Urząd wicepremiera sprawował do czerwca 2023. W tym samym miesiącu pozostał natomiast na dotychczasowej funkcji ministerialnej w nowo powołanym gabinecie Marcela Ciolacu. Utrzymał ją również w utworzonym w grudniu 2024 drugim rządzie tego premiera. W maju 2025 został pełniącym obowiązki przewodniczącego PSD (po rezygnacji złożonej przez Marcela Ciolacu).
W czerwcu 2025 zakończył pełnienie funkcji ministra. W tym samym miesiącu wybrano go na przewodniczącego niższej izby rumuńskiego parlamentu.